# Audhumbla

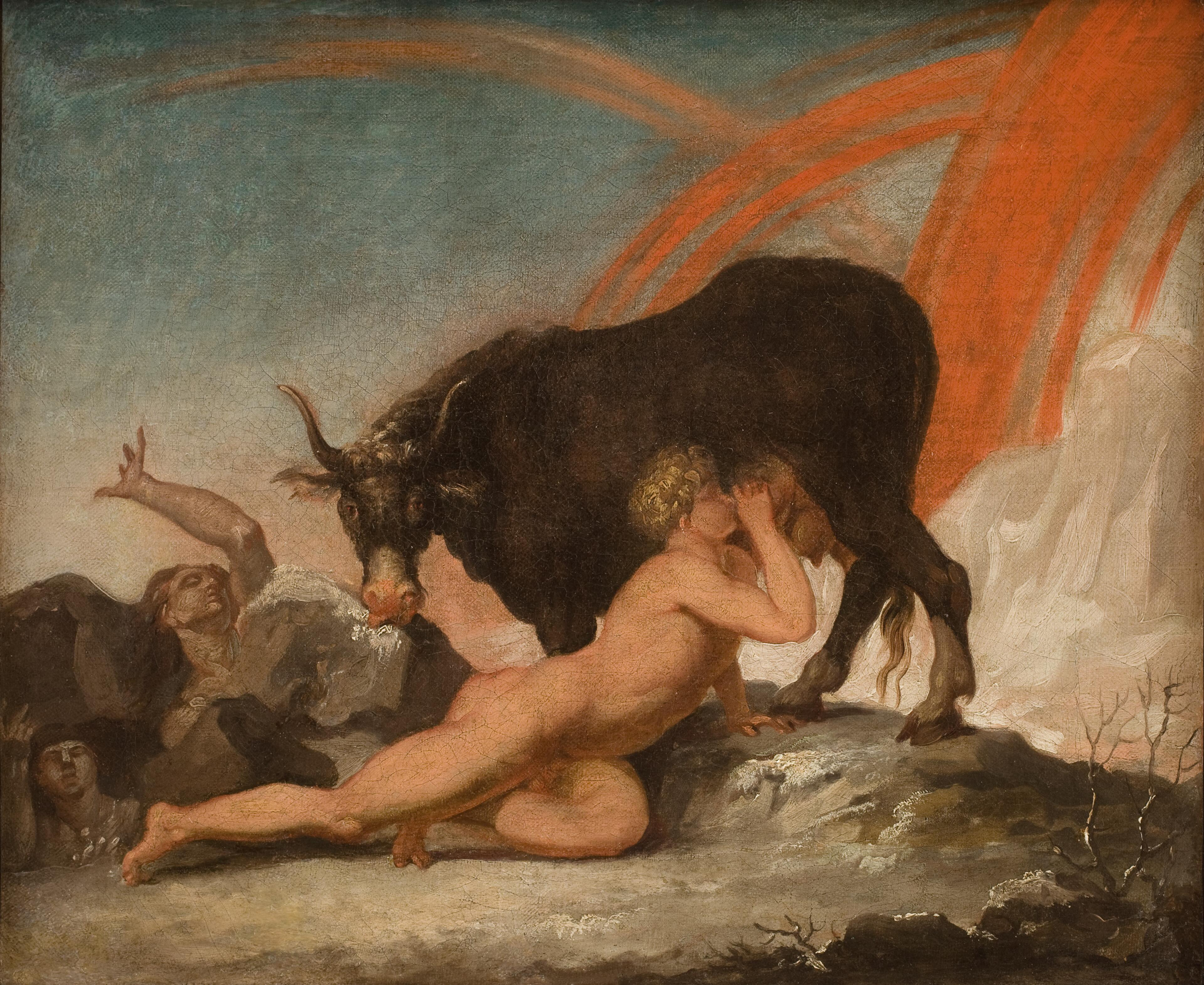
Das Urwesen Ymir saugt am Euter von Auðumbla, als sie Búri aus dem Eis leckt in einem Gemälde von Nicolai Abildgaard, 1790

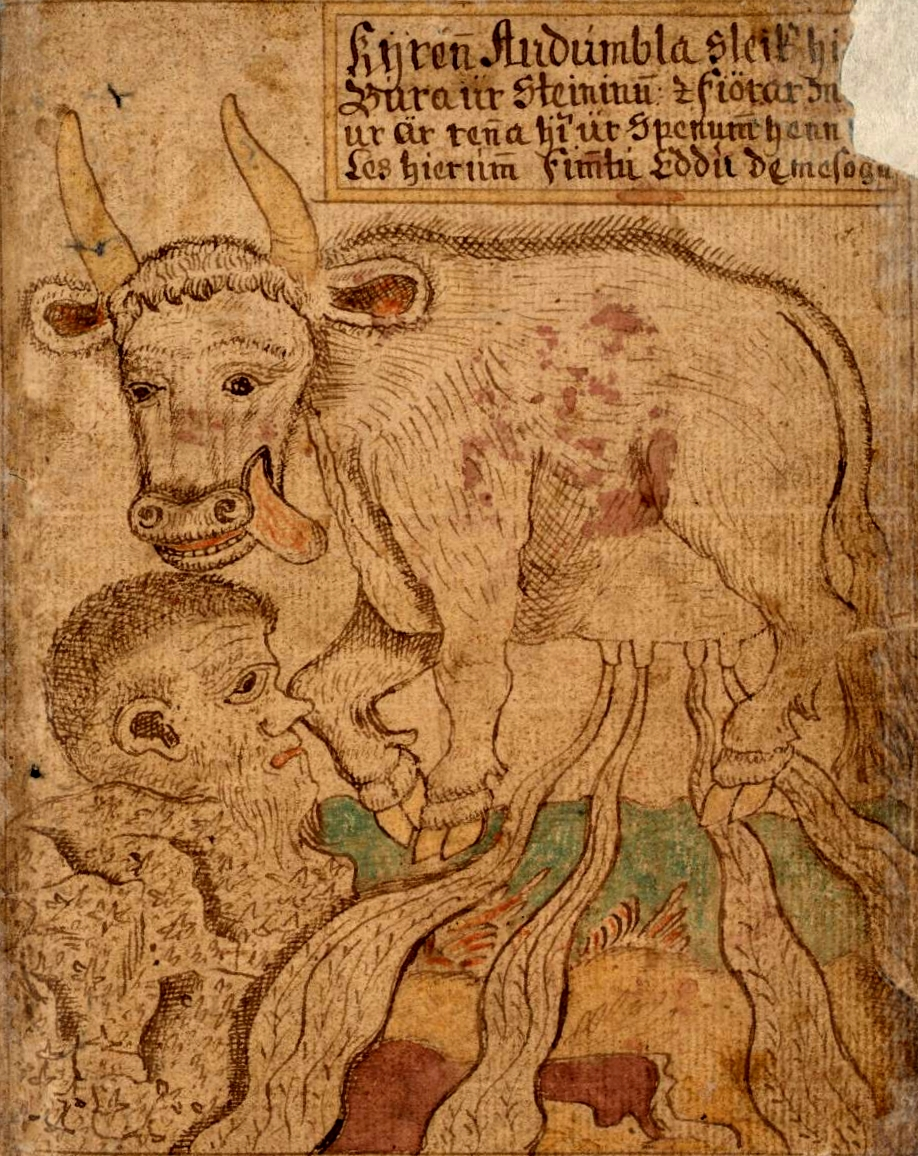
Auðhumbla leckt Búri aus dem Eis. Aus einer isländischen Handschrift des 18. Jahrhunderts.

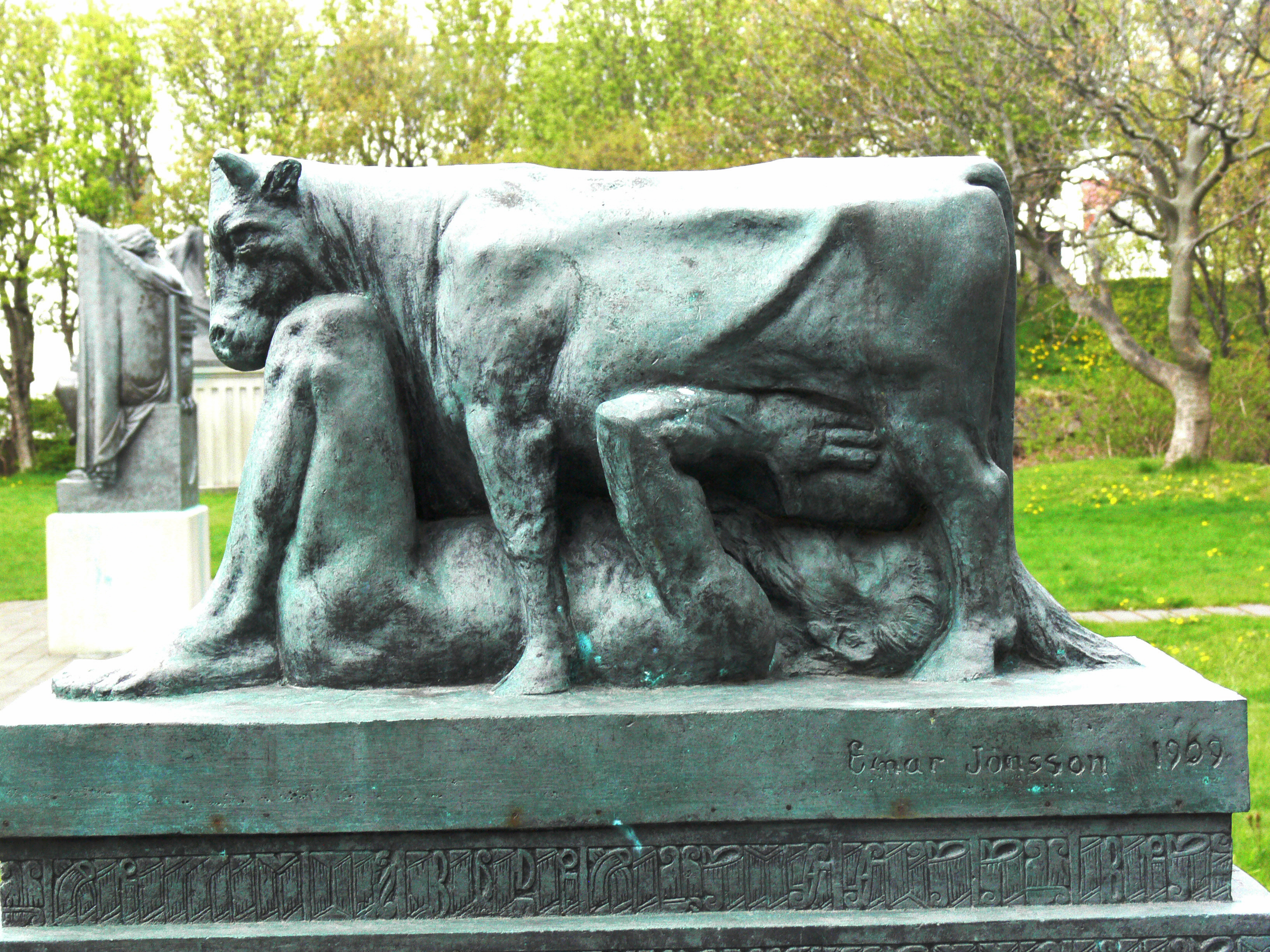
Ýmir und Auðhumbla von Einar Jónsson.

Audhumbla, auch Audhumla, altnordisch Auðhumbla „die Milchreiche“, ist in der Nordischen Mythologie bzw. Germanischen Mythologie  die hornlose Ur-Kuh, welche den ersten menschenähnlichen Riesen Ymir ernährte.

„… vier Milchströme rannen aus ihren Zitzen, und sie ernährte Ymir.“

Der Name der Kuh erscheint verschiedentlich als Auðumbla [ˈɔuðˌumblɑ], Auðhumla [ˈɔuðˌhumlɑ] und Auðumla [ˈɔuðˌumlɑ] und wird allgemein als „hornlose Kuh reich an Milch“ (von Altnordisch auðr „Reichtum“ und *humala 'hornlos') übersetzt. Auðr kann jedoch auch „Schicksal“ und „trostlos“ bedeuten, oder „Wüste“, und so mag Auðhum(b)la früher auch als „Wüstenzerstörer“ verstanden worden sein.
Zu Beginn der Schöpfung treffen die Elemente aus dem eisigen Nord (Niflheim) und dem feurigen Süden (Muspellsheim) im magischen Kraftraum Ginnungagap aufeinander, so entstanden die ersten Lebewesen in der Welt, Audhumbla und Ymir. Die Ur-Kuh verkörpert die Kraft der Erde und wird in der Runologie mit der Rune Uruz (Auerochse) in Verbindung gebracht. In der Forschung wird angenommen, dass sie aus einer sehr frühen Schicht der germanischen Mythologie stammen könnte und zu einem größeren Komplex von Urrindern oder kuhverbundenen Göttinnen gehört.
Audhumbla hatte viel Milch, die in vier fetten Strömen aus ihrem Euter in alle Himmelsrichtungen flossen. So wuchs Ymir zu einer riesenhaften Gestalt heran. Der Zwitter gebar aus sich heraus seine Nachkommen und wurde zum Stammvater aller Vorzeitriesen, die ihn fortan Aurgelmir – den sandgeborenen Brüller – nannten.
Da in dieser Phase der Schöpfung noch kein Gras wuchs, leckte Audhumbla an dem salzigen Reif und innerhalb von drei Tagen kam ein neuer Riese zum Vorschein. Am Abend des ersten Tages lugte das Haar des Neuen hervor, am zweiten der Kopf und am dritten Tag schließlich war er ganz geboren. So kamen die ersten Reifriesen mit Audhumblas Hilfe in die Welt. Dieser erste Reifriese wurde Stammvater Buri, der Erzeuger, gerufen.
Buri zeugte Burr und Bölthorn zeugte Bestla. Und während Buri und Bölthorn noch doppelgeschlechtlich waren, kamen ihre Kinder eingeschlechtlich auf die Welt. Burr und Bestla zeugten drei Söhne: Odin und seine beiden Brüder Vili und Vé. So kamen die ersten Asengötter in die Welt.